# Elefant alb

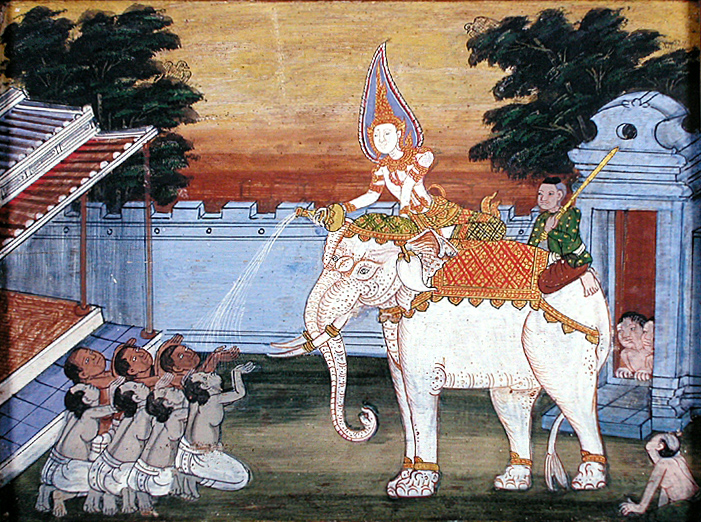
Un elefant alb dintr-o operă de artă thailandeză din secolul 19.

Un elefant alb reprezintă un lucru care pare să aibă valoare ridicată, dar al cărui cost (în special cel de întreținere) depășește beneficiul pe care îl aduce, prin urmare fiind un pasiv. Termenul provine de la elefanții albi sacri îngrijiți de monarhii din Asia de Sud-Est - Burma, Thailanda, Laos și Cambodgia. Deținerea unui elefant alb, era privită (și încă mai este în Thailanda și Burma) ca semn al faptului că monarhul este un om drept iar regatul este binecuvântat cu pace și prosperitate. Tradiția provine de la poveștile din scripturi care asociau un elefant alb cu nașterea lui Buddha. Din cauză că animalele erau considerate sacre și există legi prin care se interzice punerea lor la muncă, primirea unui "cadou" sub forma unui elefant din partea monarhului era în același timp o binecuvântare și un blestem: binecuvântare din cauza sacralității animalului și un blestem pentru ca animalul nu putea fi practic folosit la diferite munci.

## Elefanți albi celebri

### Aeronautică
- Bristol Brabazon, un avion construit de către Bristol Aeroplane Company (BAC) în 1949 pentru a servi traficului transatlantic dintre Anglia și Statele Unite.
- Saro Princess, un hidroavion al cărui prim zbor datează din 1952, după sfârșitul "Epocii de aur" a hidroavioanelor. Scopul era să fie utilizat de către Imperiul Britanic, dar pierderea imperiului și apariția de avioane terestre a dus la invalidarea proiectului înainte de primul zbor. Scopul era să fie echivalentul marin al Bristol Brabazon.
- Hughes H-4 Hercules (tot un hidroavion), numit și elefantul alb al lui Howard Hughes.
- Concorde, un avion supersonic construit de către Aérospatiale și BAC, al cărui scop era transportul intercontinental de mare viteză. Numai paisprezece exemplare au intrat în serviciu, deși costurile de dezvoltare ar fi fost amortizate după sute de unități.  (Totuși, Concorde a făcut un profit substanțial din operare pentru British Airways). Soarta geamănului sovietic Tu-144 a fost aproape identică.
- Boeing 2707, un proiect pentru un avion supersonic care a fost anulat în 1971 din cauza poluării mediului și costurilor ridicate de operare, după cheltuirea a 1.5 miliarde de $ și construirea unei machete la scală.
- Sistemul de transport spațial al Statelor Unite (naveta spațială) - există o controversă cu privire la costurile acestuia față de alte forme de transport spațial, despre care se crede că sunt mai sigure și mai ieftine.
- Nimrod AEW 3. Un sistem de avertizare aerian.  Arhivat în 2 mai 2012, la Wayback Machine.
- RAH-66 Comanche Un proiect abandonat pentru un elicopter ușor de recunoaștere și apărare. Anulat după depășirea mai multor bugete, întârzieri, anularea unor caracteristici, probleme cu greutatea și performanța scăzută a mai multor sisteme.

### Artă
- Urna Waterloo Vase, cu o înălțime de 5 metri, cu o greutate de 20 de tone, confecționată dintr-o singură bucată de marmură de Carrara.  Împăratul Napoleon I al Franței a văzut imensul bloc de marmură când trecea prin Toscana.  A cerut să fie păstrat, probabil pentru a crea o urnă prin care să se comemoreze viitoarele lui victorii.  Din cauza înfrângerii Fraței din Războaiele napoleoniene, vaza a fost adusă în Anglia lui George IV, care a dispus finisarea vazei pentru a constitui punctul focal al noii săli Waterloo de la castelul Windsor. Din păcate, nici o pardoseală nu putea susține greutatea acestei vaze, așa că a fost mutată la Galeria Națională în 1836.  În 1906, Galeria a înapoiat vaza suveranului Edward VII care a pus vaza într-o grădină exterioară a Palatului Buckingham, unde se află și în prezent.